# Canton de Thèze
Pour les articles homonymes, voir Thèze.
Le canton de Thèze est une ancienne division administrative française, située dans le département des Pyrénées-Atlantiques et la région Aquitaine.

## Composition
Le canton regroupe 19 communes :
- Argelos
- Astis
- Aubin
- Auga
- Auriac
- Bournos
- Carrère
- Claracq
- Doumy
- Garlède-Mondebat
- Lalonquette
- Lasclaveries
- Lème
- Miossens-Lanusse
- Navailles-Angos
- Pouliacq
- Sévignacq
- Thèze
- Viven.

## Histoire
- En 1790[1] le canton de Thèze comprenait les communes d'Argelos, Astis, Aubin, Auga, Auriac, Bougarber, Bournos, Carrère, Caubios-Loos, Claracq, Doumy, Garlède-Mondebat, Lalonquette, Lasclaveries, Lème, Miossens-Lanusse, Navailles-Angos, Riumayou, Sauvagnon, Sévignacq, Thèze, Uzein et Viven.

- De 1833 à 1840, les cantons de Lescar et de Thèze avaient le même conseiller général. Le nombre de conseillers généraux était limité à 30 par département[2].

- De 1840 à 1848, les cantons de Garlin et de Thèze avaient le même conseiller général[3].

## Représentation

### Conseillers généraux de 1833 à 2015
| Période                    | Identité                                | Parti                    | Qualité |
| -------------------------- | --------------------------------------- | ------------------------ | --- |
| 1833-1834 (décès)          | Isidore Lamarque d'Arrouzat (1762-1834) | Majorité gouvernementale | Propriétaire à Pau |
| 1834-1836                  | Jean-Baptiste Gachet                    |                          | Maire de Pau (1830-1838) |
| 1836-1842                  | Baron Philibert Paul Augustin Jacobi    |                          | Maréchal de camp commandant le département des Basses-Pyrénées résidant à Bayonne et à Pau                                                                    |
| 1842-1847 (démission)      | Jean-Baptiste Auguste Dariste           | Droite                   | Avocat à la Cour royale de Paris Maire de Lalongue Député (1848-1851)- Sénateur (1853-1870)                                                                   |
| 1848-1877                  | Frédéric Rivarès                        | Droite                   | Propriétaire à Thèze Juge de paix à Pau |
| 1877-1889                  | Charles Fourcade                        | Droite bonapartiste      | Officier de cavalerie de réserve |
| 1889-1913                  | Joseph de Gontaut-Biron                 | Républicain Progressiste | Militaire Eleveur - Maire de Navailles-Angos (1890-) Député (1900-1906 et 1910-1914) Sénateur (1906-1909)                                                     |
| 1913-1925                  | Jean-Charles, dit Jules Boué            | Rad.                     | Propriétaire à Argelos, instituteur |
| 1925-1931                  | Pierre Madaune (1876-1943)              | RG                       | Propriétaire, expert-géomètre, maire de Thèze |
| 1931-1940                  | Jean-Charles, dit Jules Boué            | Rad.                     | Directeur des services agricoles des Hautes-Pyrénées Propriétaire à Argelos Vice-Président du Conseil Général                                                 |
|                            |                                         |                          | |
| 1945-28 avril 1949 (décès) | Jules Boué                              | Rad.                     | Propriétaire à Argelos |
| 19 juin 1949-1961 (décès)  | Julien Laborde (1894-1961)              | Rad.                     | Maire de Lème |
| 1961-1976                  | François Barreyat                       | CNIP                     | Propriétaire à Sévignacq |
| 1976-2015                  | Georges Labazée                         | PS                       | Instituteur député (1981-1986) Adjoint au Maire de Viven Sénateur (2011-2017) Président du conseil général (2011-2015) Ancien Conseiller régional d'Aquitaine |

### Conseillers d'arrondissement (de 1833 à 1940)
| Période                                  | Période          | Identité                            | Étiquette | Qualité |
| ---------------------------------------- | ---------------- | ----------------------------------- | --------- | --- |
| 1833                                     | 1848             | Jean Baptiste de Fanget (1788-1858) |           | Juge de paix, percepteur des contributions directes, propriétaire à Thèze                                   |
|                                          |                  |                                     |           | |
| 1877                                     | 1881 (démission) | Henri Poey                          |           | Notaire à Thèze                                                                                             |
|                                          |                  |                                     |           | |
|                                          | 1894 (décès)     | André Lagreula (1826-1894)          |           | Médecin major de première classe, propriétaire à Argelos                                                    |
|                                          |                  |                                     |           | |
| 1919                                     | 1922             | M. Mauriet                          |           | |
| 1922                                     | 1940             | Auguste Pédurthe                    | Radical   | Maréchal-ferrant à Sévignacq                                                                                |
| 1940                                     |                  |                                     |           | Les conseils d'arrondissement ont été suspendus par la loi du 12 octobre 1940 et n'ont jamais été réactivés |
| Les données manquantes sont à compléter. |                  |                                     |           | |

## Démographie
| 1962  | 1968  | 1975  | 1982  | 1990  | 1999  | 2006  | 2011  | 2012  |
| ----- | ----- | ----- | ----- | ----- | ----- | ----- | ----- | ----- |
| 4 013 | 3 795 | 3 823 | 4 317 | 4 980 | 5 440 | 6 036 | 6 535 | 6 580 |